# Collingridge-Dilemma
Das Collingridge-Dilemma (auch „Steuerungs- oder Kontrolldilemma“) ist eine methodische Zwickmühle: Die Versuche, insbesondere der Technikfolgenabschätzung, zur Gestaltung der Technikentwicklung beizutragen, stehen vor einem typischen Doublebind- (Doppelbindungs-) Problem:
- ein Informationsproblem: Wirkungen können nicht leicht vorhergesehen werden, solange die Technologie noch nicht ausreichend entwickelt und weit verbreitet ist.
- ein Macht- bzw. Umsetzungsproblem: Kontrolle bzw. Gestaltung sind umso schwieriger, je fester die Technologie verwurzelt ist.

Anders ausgedrückt: Die Aussichten auf sicheres Folgenwissen werden umso besser, je weiter entwickelt die Technik ist, je besser die Produktionsbedingungen, Nutzungskontexte und Entsorgungsverfahren bekannt sind. Allerdings besteht dann keine Möglichkeit mehr, die Technik oder die Technikfolgen gestaltend zu beeinflussen, denn dann ist die Entwicklung bereits abgeschlossen oder wenigstens so weit fortgeschritten, dass aus ökonomischen Gründen ein Umsteuern kaum noch oder nicht mehr möglich ist.
Diese Idee wurde erstmals von David Collingridge von der Technology Policy Unit der Universität Aston in seinem Buch aus dem Jahre 1980 The Social Control of Technology formuliert. Das Dilemma ist ein häufiger Referenz- und Ausgangspunkt für Diskussionen in der Technikfolgenabschätzung.